# Fayette (Ohio)
Fayette is een plaats (village) in de Amerikaanse staat Ohio, en valt bestuurlijk gezien onder Fulton County.

## Demografie
Bij de volkstelling in 2000 werd het aantal inwoners vastgesteld op 1340.
In 2006 is het aantal inwoners door het United States Census Bureau geschat op 1311, een daling van 29 (-2,2%).

## Geografie
Volgens het United States Census Bureau beslaat de plaats een oppervlakte van
2,4 km², geheel bestaande uit land. Fayette ligt op ongeveer 241 m boven zeeniveau.

## Plaatsen in de nabije omgeving
De onderstaande figuur toont nabijgelegen plaatsen in een straal van 20 km rond Fayette.